# Krzyżany
Krzyżany (niem. Krzysahnen, od 1927 Steinwalde) – wieś w Polsce położona w województwie warmińsko-mazurskim, w powiecie giżyckim, w gminie Ryn.
W latach 1954–1957 wieś należała i była siedzibą władz gromady Krzyżany, po jej zniesieniu w gromadzie Ryn. W latach 1975–1998 miejscowość administracyjnie należała do województwa suwalskiego.
We wsi niewielki dworek z pocz. XX w.